# Anne Dyson
Anne Dyson (Manchester, 1908 – Denville Halls, 10 febbraio 1996) è stata un'attrice inglese.

## Biografia
Recitò dagli anni sessanta fino al 1991. Tra i suoi numerosi ruoli, si ricorda La storia fantastica del 1987, in cui fece la parte della regina.

## Filmografia parziale

### Cinema
- La storia fantastica (The Princess Bride), regia di Rob Reiner (1987)

### Televisione
- The Sweeney (Loving Arms 1976) Lilly Booth

- Jane Eyre, regia di Julian Amyes – miniserie TV, episodi 1x09-1x10 (1983)